# Списак добитника Нобелове награде за физиологију или медицину
Нобелова награда за физиологију или медицину додељује се сваке године научницима који раде на разним пољима физиологије или медицине. Једна је од пет Нобелових награда које су основане 1895. године по тестаменту Алфреда Нобела, а додељује је Институт Каролинска за изузетне доприносе у физиологији или медицини. Како је настала вољом Алфреда Нобела, наградом управља Нобелова фондација, а додељује ју одбор који се састоји од пет чланова изабраних од стране Шведске краљевске академије наука. Иако се често назива Нобеловом наградом за медицину, Нобел је у свом тестаменту изричито навео да се награда додељује за „физиологију или медицину”, те се тако награда може доделити за шири спектар поља. Додељује се у Стокхолму на годишњој церемонији 10. децембра, на годишњицу смрти Алфреда Нобела. Сваки добитник добија медаљу, диплому и новчану награду која се мењала током година.

## Статистика
До 2009. године, 8 Нобелових награда за физиологију и медицину додељено је за доприносе на пољу преноса сигнала Г протеина и система секундарних гласника, 13 за доприносе на пољу неуробиологије и 13 за доприносе на пољу метаболизма. Герхарду Домагу, добитнику Нобелове награде, његова влада није дозволила да прими награду. Касније је добио медаљу и диплому, али не и новац. До 2018. године, ову награду добило је 216 особа, од чега је 12 жена: Герти Кори (1947), Розалин Јалоу (1977), Барбара Маклинток (1983), Рита Леви-Монталчини (1986), Гертруда Елајон (1988), Кристијана Нислајн-Фолхард (1995), Линда Б. Бак (2004), Франсоаз Баре Синуси (2008), Елизабет Блекберн (2009), Меј-Брит Мосер (2014) и Јују Ту (2015). Награда није додељивана 9 пута (1915, 1916, 1917, 1918, 1921, 1925, 1940, 1941 и 1942).

## Нобеловци

### 1900-е
| Година | Слика | Добитник                | Држава                                | Разлог                                          | Реф    |
| ------ | ----- | ----------------------- | ------------------------------------- | ----------------------------------------------- | ------ |
| 1901   |       | Емил Адолф фон Беринг   | Немачко царство                       | „за серумску терапију у лечењу дифтерије”       | [ 4 ]  |
| 1902   |       | Роналд Рос              | Уједињено Краљевство Британска Индија | „за проучавање маларије”                        | [ 5 ]  |
| 1903   |       | Нилс Риберг Финсен      | Данска Фарска Острва                  | „за лечење болести lupus vulgaris светлошћу”    | [ 6 ]  |
| 1904   |       | Иван Петрович Павлов    | Руско царство                         | „за рад на физиологији система за варење”       | [ 7 ]  |
| 1905   |       | Роберт Кох              | Немачко царство                       | „за откриће узрочника туберкулозе”              | [ 8 ]  |
| 1906   |       | Камило Голђи            | Краљевина Италија                     | „за истраживање нервног система”                | [ 9 ]  |
| 1906   |       | Сантијаго Рамон и Кахал | Шпанија                               | „за истраживање нервног система”                | [ 9 ]  |
| 1907   |       | Шарл Луј Алфонс Лаверан | Француска                             | „за истраживање протозоа као изазивача болести” | [ 10 ] |
| 1908   |       | Иља Иљич Мечников       | Руско царство                         | „за проучавање имунског система”                | [ 11 ] |
| 1908   |       | Паул Ерлих              | Немачко царство                       | „за проучавање имунског система”                | [ 11 ] |
| 1909   |       | Емил Теодор Кохер       | Швајцарска                            | „за рад на штитастој жлезди”                    | [ 12 ] |

### 1910-е
| Година | Слика                   | Добитник                | Држава                  | Разлог                                                                           | Реф                     |
| ------ | ----------------------- | ----------------------- | ----------------------- | -------------------------------------------------------------------------------- | ----------------------- |
| 1910   |                         | Албрехт Косел           | Немачко царство         | „за истраживања у ћелијској биологији, нарочито протеина и нуклеинских киселина” | [ 13 ]                  |
| 1911   |                         | Алвар Гулстранд         | Шведска                 | „за истраживање начина на који очно сочиво ствара слику у оку”                   | [ 14 ]                  |
| 1912   |                         | Алексис Карел           | Француска               | „за рад на хируршким шавовима на крвним судовима и трансплантацији”              | [ 15 ]                  |
| 1913   |                         | Шарл Робер Рише         | Француска               | „за откриће анафилаксе”                                                          | [ 16 ]                  |
| 1914   |                         | Роберт Барањ            | Аустроугарска           | „за истраживање вестибуларног апарата у унутрашњем уху”                          | [ 17 ]                  |
| 1915   | Награда није додељивана | Награда није додељивана | Награда није додељивана | Награда није додељивана                                                          | Награда није додељивана |
| 1916   | Награда није додељивана | Награда није додељивана | Награда није додељивана | Награда није додељивана                                                          | Награда није додељивана |
| 1917   | Награда није додељивана | Награда није додељивана | Награда није додељивана | Награда није додељивана                                                          | Награда није додељивана |
| 1918   | Награда није додељивана | Награда није додељивана | Награда није додељивана | Награда није додељивана                                                          | Награда није додељивана |
| 1919   |                         | Жил Борде               | Белгија                 | „за откриће комплемента у имунском систему”                                      | [ 18 ]                  |

### 1920-е
| Година | Слика                   | Добитник                     | Држава                  | Разлог | Реф                     |
| ------ | ----------------------- | ---------------------------- | ----------------------- | --- | ----------------------- |
| 1920   |                         | Аугуст Крог                  | Данска                  | „јер је показао да се размена гасова у плућима одвија обичном дифузијом”                                                    | [ 19 ]                  |
| 1921   | Награда није додељивана | Награда није додељивана      | Награда није додељивана | Награда није додељивана | Награда није додељивана |
| 1922   |                         | Арчибалд Вивијан Хил         | Уједињено Краљевство    | „за истраживање мишића, нарочито њиховог стварања топлоте и односа између потрошње кисеоника и метаболизма млечне киселине” | [ 20 ]                  |
| 1922   |                         | Ото Фриц Мајерхоф            | Немачка                 | „за истраживање мишића, нарочито њиховог стварања топлоте и односа између потрошње кисеоника и метаболизма млечне киселине” | [ 20 ]                  |
| 1923   |                         | Фредерик Грант Бантинг       | Канада                  | „за откриће инсулина” | [ 21 ]                  |
| 1923   |                         | Џон Џејмс Ричард Маклауд     | Уједињено Краљевство    | „за откриће инсулина” | [ 21 ]                  |
| 1924   |                         | Вилем Ајнтховен              | Холандија               | „за окткриће механизма електрокардиограма (ЕКГ-а)”                                                                          | [ 22 ]                  |
| 1925   | Награда није додељивана | Награда није додељивана      | Награда није додељивана | Награда није додељивана | Награда није додељивана |
| 1926   |                         | Јоханес Андреас Гриб Фибигер | Данска                  | „за објашњење Spiroptera carcinoma и вештачко изазивање рака код животиње.”                                                 | [ 23 ]                  |
| 1927   |                         | Јулијус Вагнер-Јаурег        | Аустрија                | „за лечење прогресивне парализе намерном инфекцијом маларије”                                                               | [ 24 ]                  |
| 1928   |                         | Шарл Жил Анри Никол          | Француска               | „за рад на тифусу” | [ 25 ]                  |
| 1929   |                         | Кристијан Ајкман             | Холандија               | „за откриће различитих витамина”                                                                                            | [ 26 ]                  |
| 1929   |                         | Сер Фредерик Гауланд Хопкинс | Уједињено Краљевство    | „за откриће различитих витамина”                                                                                            | [ 26 ]                  |

### 1930-е
| Година | Слика | Добитник                        | Држава                    | Разлог | Реф    |
| ------ | ----- | ------------------------------- | ------------------------- | --- | ------ |
| 1930   |       | Карл Ландштајнер                | Аустрија                  | „за откриће људских крвних група”                                                                                   | [ 27 ] |
| 1931   |       | Ото Хајнрих Варбург             | Немачка                   | „за истраживање о цитохромима у ћелијској респирацији”                                                              | [ 28 ] |
| 1932   |       | Сер Чарлс Скот Шерингтон        | Уједињено Краљевство      | „за рад о функцији неурона, укључујући чињеницу да снажнији стимулуси резултују вишом фреквенцијом нервних импулса” | [ 29 ] |
| 1932   |       | Едгар Даглас Адријан            | Уједињено Краљевство      | „за рад о функцији неурона, укључујући чињеницу да снажнији стимулуси резултују вишом фреквенцијом нервних импулса” | [ 29 ] |
| 1933   |       | Томас Хант Морган               | Сједињене Америчке Државе | „за откриће улоге хромозома у наслеђивању”                                                                          | [ 30 ] |
| 1934   |       | Џорџ Хојт Випл                  | Сједињене Америчке Државе | „за откриће терапије за анемију”                                                                                    | [ 31 ] |
| 1934   |       | Џорџ Ричардс Мајнот             | Сједињене Америчке Државе | „за откриће терапије за анемију”                                                                                    | [ 31 ] |
| 1934   |       | Вилијам Пари Мерфи              | Сједињене Америчке Државе | „за откриће терапије за анемију”                                                                                    | [ 31 ] |
| 1935   |       | Ханс Шпеман                     | Трећи рајх                | „за откриће организационих центара у раном развоју организама”                                                      | [ 32 ] |
| 1936   |       | Сер Хенри Халет Дејл            | Уједињено Краљевство      | „за рад о преношењу нервних импулса путем неуротрансмитера”                                                         | [ 33 ] |
| 1936   |       | Ото Леви                        | Аустрија Трећи рајх       | „за рад о преношењу нервних импулса путем неуротрансмитера”                                                         | [ 33 ] |
| 1937   |       | Алберт Сент Ђерђи фон Нађраполт | Мађарска                  | „за опис витамина Ц, и откриће да се кисеоник везује са водоником у ћелијској респирацији”                          | [ 34 ] |
| 1938   |       | Корнеј Хејманс                  | Белгија                   | „за откриће улоге синуса и аорте у регулацији дисања”                                                               | [ 35 ] |
| 1939   |       | Герхард Домак                   | Трећи рајх                | „за откриће сулфонамида пронтозила, првог лека, ефикасног против бактеријских инфекција”                            | [ 36 ] |

### 1940-е
| Година | Слика                   | Добитник                                   | Држава                    | Разлог | Реф                     |
| ------ | ----------------------- | ------------------------------------------ | ------------------------- | --- | ----------------------- |
| 1940   | Награда није додељивана | Награда није додељивана                    | Награда није додељивана   | Награда није додељивана                                                                                   | Награда није додељивана |
| 1941   | Награда није додељивана | Награда није додељивана                    | Награда није додељивана   | Награда није додељивана                                                                                   | Награда није додељивана |
| 1942   | Награда није додељивана | Награда није додељивана                    | Награда није додељивана   | Награда није додељивана                                                                                   | Награда није додељивана |
| 1943   |                         | Хенрик Карл Петер Дам                      | Данска                    | „за откриће витамина К и његове хемијске структуре”                                                       | [ 37 ]                  |
| 1943   |                         | Едвард Адалберт Дојзи                      | Сједињене Америчке Државе | „за откриће витамина К и његове хемијске структуре”                                                       | [ 37 ]                  |
| 1944   |                         | Џозеф Ерлангер                             | Сједињене Америчке Државе | „за откриће различитих типова нервних влакана”                                                            | [ 38 ]                  |
| 1944   |                         | Херберт Спенсер Гасер                      | Сједињене Америчке Државе | „за откриће различитих типова нервних влакана”                                                            | [ 38 ]                  |
| 1945   |                         | Сер Александер Флеминг                     | Уједињено Краљевство      | „за откриће пеницилина и његових својстава у лечењу инфективних болести”                                  | [ 39 ]                  |
| 1945   |                         | Ернст Борис Чејн                           | Уједињено Краљевство      | „за откриће пеницилина и његових својстава у лечењу инфективних болести”                                  | [ 39 ]                  |
| 1945   |                         | сер Хауард Волтер Флори                    | Аустралија                | „за откриће пеницилина и његових својстава у лечењу инфективних болести”                                  | [ 39 ]                  |
| 1946   |                         | Херман Џозеф Мјулер                        | Сједињене Америчке Државе | „за откриће да мутације могу бити узроковане икс-зрацима”                                                 | [ 40 ]                  |
| 1947   |                         | Карл Фердинанд Кори                        | Сједињене Америчке Државе | „за откриће како се гликоген претвара у глукозу у телу, и ефеката хормона хипофизе на метаболизам шећера” | [ 41 ]                  |
| 1947   |                         | Герти Тереза Кори (рођена Радниц)          | Сједињене Америчке Државе | „за откриће како се гликоген претвара у глукозу у телу, и ефеката хормона хипофизе на метаболизам шећера” | [ 41 ]                  |
| 1947   |                         | Бернард Алберт Хусеј                       | Аргентина                 | „за откриће како се гликоген претвара у глукозу у телу, и ефеката хормона хипофизе на метаболизам шећера” | [ 41 ]                  |
| 1948   |                         | Паул Херман Милер                          | Швајцарска                | „за откриће инсектицида ДДТ”                                                                              | [ 42 ]                  |
| 1949   |                         | Валтер Рудолф Хес                          | Швајцарска                | „за мапирање различитих функција средњег мозга”                                                           | [ 43 ]                  |
| 1949   |                         | Антонио Каетано Де Абреу Фрејре Егас Мониц | Португал                  | „за откриће тарапеутског ефекта лоботомије”                                                               | [ 43 ]                  |

### 1950-е
| Година | Слика              | Добитник                 | Држава                    | Разлог                                                                                           | Реф    |
| ------ | ------------------ | ------------------------ | ------------------------- | ------------------------------------------------------------------------------------------------ | ------ |
| 1950   |                    | Едвард Калвин Кендал     | Сједињене Америчке Државе | „за откриће хормона адреналног кортекса, њихове структуре и функције”                            | [ 44 ] |
| 1950   |                    | Тадеус Рајхштајн         | Швајцарска Пољска         | „за откриће хормона адреналног кортекса, њихове структуре и функције”                            | [ 44 ] |
| 1950   |                    | Филип Шоволтер Хенч      | Сједињене Америчке Државе | „за откриће хормона адреналног кортекса, њихове структуре и функције”                            | [ 44 ] |
| 1951   |                    | Макс Тајлер              | Јужноафричка Унија        | „за развој вакцине против жуте грознице”                                                         | [ 45 ] |
| 1952   |                    | Селман Абрахам Ваксман   | Сједињене Америчке Државе | „за откриће првог антибиотика ефикасног против туберкулозе - стрептомицина”                      | [ 46 ] |
| 1953   |                    | Ханс Адолф Кребс         | Уједињено Краљевство      | „за откриће циклуса лимунске киселине у ћелијском дисању”                                        | [ 47 ] |
| 1953   |                    | Фриц Алберт Липман       | Сједињене Америчке Државе | „за откриће и истраживање коензима А”                                                            | [ 47 ] |
| 1954   |                    | Џон Френклин Ендерс      | Сједињене Америчке Државе | „јер су показали како култивисати вирус полиомијелитиса у епрувети”                              | [ 48 ] |
| 1954   |                    | Томас Хакл Велер         | Сједињене Америчке Државе | „јер су показали како култивисати вирус полиомијелитиса у епрувети”                              | [ 48 ] |
| 1954   |                    | Фредерик Чапман Робинс   | Сједињене Америчке Државе | „јер су показали како култивисати вирус полиомијелитиса у епрувети”                              | [ 48 ] |
| 1955   |                    | Аксел Хуго Теодор Теорел | Шведска                   | „за истраживање ензима и њихових дејстава, нарочито ензима који врше оксидацију”                 | [ 49 ] |
| 1956   |                    | Андре Фредерик Курнан    | Сједињене Америчке Државе | „јер су показали како пласирати катетер у срце и за проучавање различитих срчаних обољења”       | [ 50 ] |
| 1956   |                    | Вернер Форсман           | Западна Немачка           | „јер су показали како пласирати катетер у срце и за проучавање различитих срчаних обољења”       | [ 50 ] |
| 1956   |                    | Дикинсон В. Ричардс      | Сједињене Америчке Државе | „јер су показали како пласирати катетер у срце и за проучавање различитих срчаних обољења”       | [ 50 ] |
| 1957   |                    | Данијел Бове             | Италија                   | „за откриће синтетских лекова као што су антихистаминици који блокирају дејство биолошких амина” | [ 51 ] |
| 1958   |                    | Џорџ Велс Бидл           | Сједињене Америчке Државе | „јер је показао да гени контролишу појединачне кораке у метаболизму”                             | [ 52 ] |
| 1958   | Едвард Лори Тејтум |                          | Сједињене Америчке Државе | „јер је показао да гени контролишу појединачне кораке у метаболизму”                             | [ 52 ] |
| 1958   | Џошуа Ледерберг    |                          | Сједињене Америчке Државе | „јер је показао да гени контролишу појединачне кораке у метаболизму”                             | [ 52 ] |
| 1959   |                    | Северо Очоа              | Сједињене Америчке Државе | „за синтетисање нуклеинских киселина РНК и ДНК”                                                  | [ 53 ] |
| 1959   | Артур Корнберг     |                          | Сједињене Америчке Државе | „за синтетисање нуклеинских киселина РНК и ДНК”                                                  | [ 53 ] |

### 1960-е
| Година | Слика                | Добитник                   | Држава                              | Разлог | Реф    |
| ------ | -------------------- | -------------------------- | ----------------------------------- | --- | ------ |
| 1960   |                      | Сер Френк Макфарлан Бернет | Аустралија                          | „за откриће да имунски систем фетуса учи да разликује страно од сопственог”                                  | [ 54 ] |
| 1960   |                      | Питер Брајан Медавар       | Бразил · Уједињено Краљевство       | „за откриће да имунски систем фетуса учи да разликује страно од сопственог”                                  | [ 54 ] |
| 1961   |                      | Ђерђ фон Бекеши            | Сједињене Америчке Државе           | „за разјашњење кохлее у уху”                                                                                 | [ 55 ] |
| 1962   |                      | Франсис Хари Комптон Крик  | Уједињено Краљевство                | „за откриће молекуларне структуре ДНК”                                                                       | [ 56 ] |
| 1962   |                      | Џејмс Дјуи Вотсон          | Сједињене Америчке Државе           | „за откриће молекуларне структуре ДНК”                                                                       | [ 56 ] |
| 1962   |                      | Морис Хју Фредерик Вилкинс | Нови Зеланд · Уједињено Краљевство  | „за откриће молекуларне структуре ДНК”                                                                       | [ 56 ] |
| 1963   |                      | Сер Џон Кару Еклс          | Аустралија                          | „за опис електричног преноса импулса дуж нерава”                                                             | [ 57 ] |
| 1963   |                      | Алан Лојд Хоџкин           | Уједињено Краљевство                | „за опис електричног преноса импулса дуж нерава”                                                             | [ 57 ] |
| 1963   | Ендру Филдинг Хаксли |                            | Уједињено Краљевство                | „за опис електричног преноса импулса дуж нерава”                                                             | [ 57 ] |
| 1964   |                      | Кондрад Блок               | Сједињене Америчке Државе           | „за истраживање метаболизма холестерола и масних киселина”                                                   | [ 58 ] |
| 1964   |                      | Феодор Линен               | Западна Немачка                     | „за истраживање метаболизма холестерола и масних киселина”                                                   | [ 58 ] |
| 1965   |                      | Франсоа Жакоб              | Француска                           | „за откриће информационе РНК, рибозома, и гена који контролишу експресију других гена”                       | [ 59 ] |
| 1965   | Андре Луоф           |                            | Француска                           | „за откриће информационе РНК, рибозома, и гена који контролишу експресију других гена”                       | [ 59 ] |
| 1965   | Жак Моно             |                            | Француска                           | „за откриће информационе РНК, рибозома, и гена који контролишу експресију других гена”                       | [ 59 ] |
| 1966   |                      | Пејтон Раус                | Сједињене Америчке Државе           | „за откриће вируса који узрокују туморе”                                                                     | [ 60 ] |
| 1966   |                      | Чарлс Б. Хагинс            | Сједињене Америчке Државе           | „за откриће хормонске терапије за рак простате”                                                              | [ 60 ] |
| 1967   |                      | Рагнар Гранит              | Финска · Шведска                    | „за опис различитих типова ћелија осетљивих на светлост у оку и начина на који светлост интереагује са њима” | [ 61 ] |
| 1967   |                      | Халдан Кефер Хартлајн      | Сједињене Америчке Државе           | „за опис различитих типова ћелија осетљивих на светлост у оку и начина на који светлост интереагује са њима” | [ 61 ] |
| 1967   | Џорџ Волд            |                            | Сједињене Америчке Државе           | „за опис различитих типова ћелија осетљивих на светлост у оку и начина на који светлост интереагује са њима” | [ 61 ] |
| 1968   |                      | Роберт В. Холи             | Сједињене Америчке Државе           | „за опис генетичког кода и начина на који он управља синтезом протеина”                                      | [ 62 ] |
| 1968   |                      | Хар Гобинд Корана          | Индија · Сједињене Америчке Државе  | „за опис генетичког кода и начина на који он управља синтезом протеина”                                      | [ 62 ] |
| 1968   |                      | Маршал В. Ниренберг        | Сједињене Америчке Државе           | „за опис генетичког кода и начина на који он управља синтезом протеина”                                      | [ 62 ] |
| 1969   |                      | Макс Делбрик               | Сједињене Америчке Државе           | „за рад о репликационом механизму и генетици вируса”                                                         | [ 63 ] |
| 1969   | Алфред Херши         |                            | Сједињене Америчке Државе           | „за рад о репликационом механизму и генетици вируса”                                                         | [ 63 ] |
| 1969   |                      | Салвадор Е. Лурија         | Италија · Сједињене Америчке Државе | „за рад о репликационом механизму и генетици вируса”                                                         | [ 63 ] |

### 1970-е
| Година | Слика            | Добитник                 | Држава                                      | Разлог | Реф    |
| ------ | ---------------- | ------------------------ | ------------------------------------------- | --- | ------ |
| 1970   |                  | Бернард Кац              | Уједињено Краљевство                        | „за рад на неуротрансмитерима” | [ 64 ] |
| 1970   |                  | Улф фон Ојлер            | Шведска                                     | „за рад на неуротрансмитерима” | [ 64 ] |
| 1970   |                  | Џулијус Акселрод         | Сједињене Америчке Државе                   | „за рад на неуротрансмитерима” | [ 64 ] |
| 1971   |                  | Ерл В. Садерланд Млађи.  | Сједињене Америчке Државе                   | „за откриће дејства хормона, нарочито норадреналина, путем секундарних гласника”                                                                | [ 65 ] |
| 1972   |                  | Џералд М. Еделман        | Сједињене Америчке Државе                   | „за откриће хемијске структуре антитела” | [ 66 ] |
| 1972   |                  | Родни Р. Портер          | Уједињено Краљевство                        | „за откриће хемијске структуре антитела” | [ 66 ] |
| 1973   |                  | Карл фон Фриш            | Западна Немачка                             | „за проучавање друштвеног понашања животиња, нарочито за објашњење „плесног језика“ пчела и начина на који младе птице постају везане за мајку” | [ 67 ] |
| 1973   |                  | Конрад Лоренц            | Аустрија                                    | „за проучавање друштвеног понашања животиња, нарочито за објашњење „плесног језика“ пчела и начина на који младе птице постају везане за мајку” | [ 67 ] |
| 1973   |                  | Николас Тинберген        | Холандија                                   | „за проучавање друштвеног понашања животиња, нарочито за објашњење „плесног језика“ пчела и начина на који младе птице постају везане за мајку” | [ 67 ] |
| 1974   |                  | Алберт Клод              | Белгија                                     | „за опис структуре и функције органела у ћелијама”                                                                                              | [ 68 ] |
| 1974   | Кристијан де Див |                          | Белгија                                     | „за опис структуре и функције органела у ћелијама”                                                                                              | [ 68 ] |
| 1974   |                  | Џорџ Е. Паладе           | Румунија                                    | „за опис структуре и функције органела у ћелијама”                                                                                              | [ 68 ] |
| 1975   |                  | Дејвид Балтимор          | Сједињене Америчке Државе                   | „за опис начина на који онкогени вируси делују на генетички материјал ћелије”                                                                   | [ 69 ] |
| 1975   |                  | Ренато Дулбеко           | Италија · Сједињене Америчке Државе         | „за опис начина на који онкогени вируси делују на генетички материјал ћелије”                                                                   | [ 69 ] |
| 1975   |                  | Хауард Мартин Темин      | Сједињене Америчке Државе                   | „за опис начина на који онкогени вируси делују на генетички материјал ћелије”                                                                   | [ 69 ] |
| 1976   |                  | Барук С. Блумберг        | Сједињене Америчке Државе                   | „за откриће хепатитис Б вируса” | [ 70 ] |
| 1976   |                  | Данијел Карлтон Гајдусек | Сједињене Америчке Државе                   | „за опис болести куру, проузроковане канибализмом ”                                                                                             | [ 70 ] |
| 1977   |                  | Роже Гијмен              | Сједињене Америчке Државе                   | „за рад на пептидним хормонима произведеним у мозгу”                                                                                            | [ 71 ] |
| 1977   |                  | Ендру В. Шали            | Канада · Пољска · Сједињене Америчке Државе | „за рад на пептидним хормонима произведеним у мозгу”                                                                                            | [ 71 ] |
| 1977   |                  | Розалин Јалоу            | Сједињене Америчке Државе                   | „за стварање Јало-Берсон метода за мерење и најмањих количина пептидних хормона коришћењем антитела”                                            | [ 71 ] |
| 1978   |                  | Вернер Арбер             | Швајцарска                                  | „за откриће рестрикционих ензима који су од изузетне важности у молекуларној биологији”                                                         | [ 72 ] |
| 1978   |                  | Данијел Нејтанс          | Сједињене Америчке Државе                   | „за откриће рестрикционих ензима који су од изузетне важности у молекуларној биологији”                                                         | [ 72 ] |
| 1978   |                  | Хамилтон О. Смит         | Сједињене Америчке Државе                   | „за откриће рестрикционих ензима који су од изузетне важности у молекуларној биологији”                                                         | [ 72 ] |
| 1979   |                  | Алан М. Кормак           | Јужноафричка Република                      | „за развој компјутеризоване томографије” | [ 73 ] |
| 1979   |                  | Годфри Н. Хаунсфилд      | Уједињено Краљевство                        | „за развој компјутеризоване томографије” | [ 73 ] |

### 1980-е
| Година | Слика              | Држава               | Добитник                         | Разлог | Реф    |
| ------ | ------------------ | -------------------- | -------------------------------- | --- | ------ |
| 1980   |                    | Барух Бенасераф      | Венецуела                        | „за откриће гена за Главни комплекс ткивне подударности, који енкодирају молекуле на површини ћелије битне за способност имунског система да разликује страно од сопственог” | [ 74 ] |
| 1980   |                    | Жан Досе             | Француска                        | „за откриће гена за Главни комплекс ткивне подударности, који енкодирају молекуле на површини ћелије битне за способност имунског система да разликује страно од сопственог” | [ 74 ] |
| 1980   |                    | Џорџ Д. Снел         | Сједињене Америчке Државе        | „за откриће гена за Главни комплекс ткивне подударности, који енкодирају молекуле на површини ћелије битне за способност имунског система да разликује страно од сопственог” | [ 74 ] |
| 1981   |                    | Роџер В. Спери       | Сједињене Америчке Државе        | „за истраживање можданих хемисфера” | [ 75 ] |
| 1981   |                    | Дејвид Х. Хјубел     | Канада                           | „за рад на обради визуелних информација у мозгу” | [ 75 ] |
| 1981   |                    | Торстен Н. Визел     | Шведска                          | „за рад на обради визуелних информација у мозгу” | [ 75 ] |
| 1982   |                    | Суне Бергстром       | Шведска                          | „за откриће простагландина” | [ 76 ] |
| 1982   | Бент И. Самуелсон  |                      | Шведска                          | „за откриће простагландина” | [ 76 ] |
| 1982   |                    | Џон Р. Вејн          | Уједињено Краљевство             | „за откриће простагландина” | [ 76 ] |
| 1983   |                    | Барбара Маклинток    | Сједињене Америчке Државе        | „за откриће покретних генетичких елемената или транспозона у кукурузу” | [ 77 ] |
| 1984   |                    | Нилс К. Јерн         | Данска                           | „за рад на имунском систему и производњи моноклонских антитела” | [ 78 ] |
| 1984   |                    | Жорж Ј. Ф. Келер     | Западна Немачка                  | „за рад на имунском систему и производњи моноклонских антитела” | [ 78 ] |
| 1984   |                    | Сезар Милстајн       | Аргентина · Уједињено Краљевство | „за рад на имунском систему и производњи моноклонских антитела” | [ 78 ] |
| 1985   |                    | Мајкл С. Браун       | Сједињене Америчке Државе        | „за опис регулације метаболизма холестерола” | [ 79 ] |
| 1985   | Џозеф Л. Голдстајн |                      | Сједињене Америчке Државе        | „за опис регулације метаболизма холестерола” | [ 79 ] |
| 1986   |                    | Стенли Коен          | Сједињене Америчке Државе        | „за откриће фактора раста” | [ 80 ] |
| 1986   |                    | Рита Леви-Монталчини | Италија                          | „за откриће фактора раста” | [ 80 ] |
| 1987   |                    | Сусуму Тонегава      | Јапан                            | „за октриће генетичког начина на који се ствара велика разноликост антитела”                                                                                                 | [ 81 ] |
| 1988   |                    | Сер Џејмс В. Блек    | Уједињено Краљевство             | „за развој бета блокатора и блокатора хистамин-2 рецептора” | [ 82 ] |
| 1988   |                    | Гертруда Елајон      | Сједињене Америчке Државе        | „за развој лекова коришћених у терапији рака и супресији одбацивања трансплантата”                                                                                           | [ 82 ] |
| 1988   |                    | Џорџ Х. Хичингс      | Сједињене Америчке Државе        | „за развој разних антибиотика” | [ 82 ] |
| 1989   |                    | Џ. Мајкл Бишоп       | Сједињене Америчке Државе        | „за откриће ћелијског порекла ретровирусних онкогена” | [ 83 ] |
| 1989   | Харолд Е. Вармус   |                      | Сједињене Америчке Државе        | „за откриће ћелијског порекла ретровирусних онкогена” | [ 83 ] |

### 1990-е
| Година | Слика          | Добитник                   | Држава                                 | Разлог | Реф    |
| ------ | -------------- | -------------------------- | -------------------------------------- | --- | ------ |
| 1990   |                | Џозеф Е. Мари              | Сједињене Америчке Државе              | „за рад на трансплантацији ћелија и органа” | [ 84 ] |
| 1990   | Е. Донал Томас |                            | Сједињене Америчке Државе              | „за рад на трансплантацији ћелија и органа” | [ 84 ] |
| 1991   |                | Ервин Нехер                | Немачка                                | „за развој техника које показују да у ћелијској мембрани постоје јонски канали, и које омогућавају проучавање њихових својстава”                                                                                                 | [ 85 ] |
| 1991   | Берт Сакман    |                            | Немачка                                | „за развој техника које показују да у ћелијској мембрани постоје јонски канали, и које омогућавају проучавање њихових својстава”                                                                                                 | [ 85 ] |
| 1992   |                | Едмонд Х. Фишер            | Швајцарска · Сједињене Америчке Државе | „за откриће начина на који се фосфорилација протеина користи за регулисање биолошких процеса” | [ 86 ] |
| 1992   |                | Едвин Г. Кребс             | Сједињене Америчке Државе              | „за откриће начина на који се фосфорилација протеина користи за регулисање биолошких процеса” | [ 86 ] |
| 1993   |                | Ричард Џ. Робертс          | Уједињено Краљевство                   | „за откриће да гени у еукариотима нису непрекидни низови, већ да садрже интроне, као и да се сплајсинг информационе РНК за брисање тих интрона може извести на различите начине, дајући различите протеине из исте ДНК секвенце” | [ 87 ] |
| 1993   |                | Филип А. Шарп              | Сједињене Америчке Државе              | „за откриће да гени у еукариотима нису непрекидни низови, већ да садрже интроне, као и да се сплајсинг информационе РНК за брисање тих интрона може извести на различите начине, дајући различите протеине из исте ДНК секвенце” | [ 87 ] |
| 1994   |                | Алфред Г. Гилман           | Сједињене Америчке Државе              | „за откриће Г протеина и њихове улоге у сигналној трансдукцији у ћелијама” | [ 88 ] |
| 1994   | Мартин Родбел  |                            | Сједињене Америчке Државе              | „за откриће Г протеина и њихове улоге у сигналној трансдукцији у ћелијама” | [ 88 ] |
| 1995   |                | Едвард Б. Луис             | Сједињене Америчке Државе              | „за откриће гена укључених у развојни програм воћне мушице, homeobox гена” | [ 89 ] |
| 1995   |                | Кристијана Нислајн-Фолхард | Немачка                                | „за откриће гена укључених у развојни програм воћне мушице, homeobox гена” | [ 89 ] |
| 1995   |                | Ерик Ф. Вајсхаус           | Сједињене Америчке Државе              | „за откриће гена укључених у развојни програм воћне мушице, homeobox гена” | [ 89 ] |
| 1996   |                | Питер Ц. Доерти            | Аустралија                             | „за опис начина на који бела крвна зрнца користе молекуле главног комплекса ткивне подударност (MHC молекуле) да открију и униште ћелије инфициране вирусом”                                                                     | [ 90 ] |
| 1996   |                | Ролф М. Цинкернагел        | Швајцарска                             | „за опис начина на који бела крвна зрнца користе молекуле главног комплекса ткивне подударност (MHC молекуле) да открију и униште ћелије инфициране вирусом”                                                                     | [ 90 ] |
| 1997   |                | Стенли Б. Прузинер         | Сједињене Америчке Државе              | „за откриће приона, инфективних протеинских партикула” | [ 91 ] |
| 1998   |                | Роберт Ф. Ферчгот          | Сједињене Америчке Државе              | „за откриће гласничких својстава азот-моноксида” | [ 92 ] |
| 1998   | Луис Игнаро    |                            | Сједињене Америчке Државе              | „за откриће гласничких својстава азот-моноксида” | [ 92 ] |
| 1998   | Ферид Мурад    |                            | Сједињене Америчке Државе              | „за откриће гласничких својстава азот-моноксида” | [ 92 ] |
| 1999   |                | Гинтер Блобел              | Немачка · Сједињене Америчке Државе    | „за откриће да новосинтетисани протеини садрже „адресне ознаке“ које их усмеравају ка одговарајућем делу ћелије” | [ 93 ] |

### 2000-е
| Година | Слика           | Добитник             | Држава                                 | Разлог | Реф     |
| ------ | --------------- | -------------------- | -------------------------------------- | --- | ------- |
| 2000   |                 | Арвид Карлсон        | Шведска                                | „јер је доказао да је допамин неуротрансмитер у мозгу чије смањење доводи до симптома Паркинсонове болести”                                 | [ 94 ]  |
| 2000   |                 | Пол Грингард         | Сједињене Америчке Државе              | „јер је показао како неуротрансмитери делују на ћелију, уз активирање централног молекула познатог као DARPP-32”                            | [ 94 ]  |
| 2000   |                 | Ерик Р. Кандел       | Сједињене Америчке Државе              | „за опис формирања краткорочног и дугорочног памћења на молекуларном нивоу”                                                                 | [ 94 ]  |
| 2001   |                 | Лиланд Х. Хартвел    | Сједињене Америчке Државе              | „за откриће циклинa и циклин зависних киназа, централних молекула у регулацији ћелијског циклуса”                                           | [ 95 ]  |
| 2001   |                 | Ричард Тимоти Хант   | Уједињено Краљевство                   | „за откриће циклинa и циклин зависних киназа, централних молекула у регулацији ћелијског циклуса”                                           | [ 95 ]  |
| 2001   | сер Пол М. Нерс |                      | Уједињено Краљевство                   | „за откриће циклинa и циклин зависних киназа, централних молекула у регулацији ћелијског циклуса”                                           | [ 95 ]  |
| 2002   |                 | Сидни Бренер         | Јужноафричка Република                 | „за утврђивање тачног реда којим се ћелије црва C. elegans деле и умиру, и за разјашњење процеса програмиране ћелијске смрти, или апоптозе” | [ 96 ]  |
| 2002   |                 | Х. Роберт Хорвиц     | Сједињене Америчке Државе              | „за утврђивање тачног реда којим се ћелије црва C. elegans деле и умиру, и за разјашњење процеса програмиране ћелијске смрти, или апоптозе” | [ 96 ]  |
| 2002   |                 | Џон Е. Салстон       | Уједињено Краљевство                   | „за утврђивање тачног реда којим се ћелије црва C. elegans деле и умиру, и за разјашњење процеса програмиране ћелијске смрти, или апоптозе” | [ 96 ]  |
| 2003   |                 | Пол Лотербер         | Сједињене Америчке Државе              | „за открића у вези са сликањем магнетном резонанцијом”                                                                                      | [ 97 ]  |
| 2003   |                 | сер Питер Менсфилд   | Уједињено Краљевство                   | „за открића у вези са сликањем магнетном резонанцијом”                                                                                      | [ 97 ]  |
| 2004   |                 | Линда Б. Бак         | Сједињене Америчке Државе              | „за открића мирисних рецептора и организације олфактивног система”                                                                          | [ 98 ]  |
| 2004   | Ричард Аксел    |                      | Сједињене Америчке Државе              | „за открића мирисних рецептора и организације олфактивног система”                                                                          | [ 98 ]  |
| 2005   |                 | Бари Џ. Маршал       | Аустралија                             | „за откриће бактерије Хеликобактер пилори и њене улоге у гастритису и улкусној болести”                                                     | [ 99 ]  |
| 2005   | Робин Ворен     |                      | Аустралија                             | „за откриће бактерије Хеликобактер пилори и њене улоге у гастритису и улкусној болести”                                                     | [ 99 ]  |
| 2006   |                 | Ендру Фајер          | Сједињене Америчке Државе              | „за достигнућа на подручју молекуларне биологије о употреби двочлане РНК у регулисању трансмисије генетичких информација”                   | [ 100 ] |
| 2006   | Крејг Мело      |                      | Сједињене Америчке Државе              | „за достигнућа на подручју молекуларне биологије о употреби двочлане РНК у регулисању трансмисије генетичких информација”                   | [ 100 ] |
| 2007   |                 | Марио Капеки         | Сједињене Америчке Државе · Италија    | „за откриће принципа за представљање специфичних модификација гена код мишева коришћењем ембрионалних матичних ћелија”                      | [ 101 ] |
| 2007   |                 | сер Мартин Еванс     | Уједињено Краљевство                   | „за откриће принципа за представљање специфичних модификација гена код мишева коришћењем ембрионалних матичних ћелија”                      | [ 101 ] |
| 2007   |                 | Оливер Смитиз        | Сједињене Америчке Државе              | „за откриће принципа за представљање специфичних модификација гена код мишева коришћењем ембрионалних матичних ћелија”                      | [ 101 ] |
| 2008   |                 | Харолд цур Хаузен    | Немачка                                | „за откриће хуманих папилома вируса који изазивају рак грлића материце”                                                                     | [ 102 ] |
| 2008   |                 | Франсоаз Баре Синуси | Француска                              | „за откриће вируса хумане имунодефицијенције”                                                                                               | [ 102 ] |
| 2008   | Лик Монтање     |                      | Француска                              | „за откриће вируса хумане имунодефицијенције”                                                                                               | [ 102 ] |
| 2009   |                 | Елизабет Блекберн    | Сједињене Америчке Државе · Аустралија | „за откриће како теломере и ензим теломераза штите хромозоме”                                                                               | [ 103 ] |
| 2009   |                 | Керол Грајдер        | Сједињене Америчке Државе              | „за откриће како теломере и ензим теломераза штите хромозоме”                                                                               | [ 103 ] |
| 2009   | Џек Шостак      |                      | Сједињене Америчке Државе              | „за откриће како теломере и ензим теломераза штите хромозоме”                                                                               | [ 103 ] |

### 2010-е
| Година | Слика             | Добитник         | Држава                                           | Разлог                                                                                                | Реф     |
| ------ | ----------------- | ---------------- | ------------------------------------------------ | --- | ------- |
| 2010   |                   | Роберт Едвардс   | Уједињено Краљевство                             | „за развој поступка вантелесне оплодње”                                                               | [ 104 ] |
| 2011   |                   | Брус Бојтлер     | Сједињене Америчке Државе                        | „за унапређење разумевања имунског система”                                                           | [ 105 ] |
| 2011   |                   | Жил Офман        | Француска                                        | „за унапређење разумевања имунског система”                                                           | [ 105 ] |
| 2011   |                   | Ралф Стајнман    | Канада                                           | „за унапређење разумевања имунског система”                                                           | [ 105 ] |
| 2012   |                   | Џон Гердон       | Уједињено Краљевство                             | „за трансформацију диференцираних у матичне ћелије”                                                   | [ 106 ] |
| 2012   | Shinya Yamanaka   | Шинја Јаманака   | Јапан                                            | „за трансформацију диференцираних у матичне ћелије”                                                   | [ 106 ] |
| 2013   |                   | Џејмс Ротман     | Сједињене Америчке Државе                        | „за откриће механизма који регулише саобраћај везикула, главни транспортни систем у људским ћелијама” | [ 107 ] |
| 2013   | Ренди Шекман      |                  | Сједињене Америчке Државе                        | „за откриће механизма који регулише саобраћај везикула, главни транспортни систем у људским ћелијама” | [ 107 ] |
| 2013   |                   | Томас Зидхоф     | Сједињене Америчке Државе · Немачка              | „за откриће механизма који регулише саобраћај везикула, главни транспортни систем у људским ћелијама” | [ 107 ] |
| 2014   |                   | Џон О’Киф        | Сједињене Америчке Државе · Уједињено Краљевство | „за откриће ћелија које чине систем позиционирања у мозгу”                                            | [ 108 ] |
| 2014   |                   | Меј-Брит Мосер   | Норвешка                                         | „за откриће ћелија које чине систем позиционирања у мозгу”                                            | [ 108 ] |
| 2014   | Едвард Мосер      |                  | Норвешка                                         | „за откриће ћелија које чине систем позиционирања у мозгу”                                            | [ 108 ] |
| 2015   |                   | Вилијем Кембел   | Сједињене Америчке Државе · Ирска                | „за заједнички рад на открићима у терапији против инфекција изазваних црвима паразитима”              | [ 109 ] |
| 2015   |                   | Сатоши Омура     | Јапан                                            | „за заједнички рад на открићима у терапији против инфекција изазваних црвима паразитима”              | [ 109 ] |
| 2015   |                   | Јују Ту          | Кина                                             | „за открића у области против маларије”                                                                | [ 109 ] |
| 2016   |                   | Јошинори Осуми   | Јапан                                            | „за откриће механизма аутофагије”                                                                     | [ 110 ] |
| 2017   |                   | Џефри Хол        | Сједињене Америчке Државе                        | „за њихова открића молекуларних механизама који контролишу циркадијални ритам”                        | [ 111 ] |
| 2017   | Мајкл Росбаш      |                  | Сједињене Америчке Државе                        | „за њихова открића молекуларних механизама који контролишу циркадијални ритам”                        | [ 111 ] |
| 2017   | Мајкл Јанг        |                  | Сједињене Америчке Државе                        | „за њихова открића молекуларних механизама који контролишу циркадијални ритам”                        | [ 111 ] |
| 2018   |                   | Џејмс П. Елисон  | Сједињене Америчке Државе                        | „за откриће терапије карцинома инхибицијом негативне имунолошке регулације”                           | [ 112 ] |
| 2018   |                   | Тасуку Хонџо     | Јапан                                            | „за откриће терапије карцинома инхибицијом негативне имунолошке регулације”                           | [ 112 ] |
| 2019   |                   | Грег Л. Семенза  | Сједињене Америчке Државе                        | „за откриће како ћелије осећају и прилагођавају се на доступност кисеоника”                           | [ 113 ] |
| 2019   | Вилијам Келин мл. |                  | Сједињене Америчке Државе                        | „за откриће како ћелије осећају и прилагођавају се на доступност кисеоника”                           | [ 113 ] |
| 2019   |                   | Питер Џ. Ратклиф | Уједињено Краљевство                             | „за откриће како ћелије осећају и прилагођавају се на доступност кисеоника”                           | [ 113 ] |

### 2020-е
| Година | Слика      | Добитник          | Држава                               | Разлог | Реф     |
| ------ | ---------- | ----------------- | ------------------------------------ | --- | ------- |
| 2020   |            | Харви Алтер       | Сједињене Америчке Државе            | „за откриће вируса хепатитиса Ц” | [ 114 ] |
| 2020   | Чарлс Рајс |                   | Сједињене Америчке Државе            | „за откриће вируса хепатитиса Ц” | [ 114 ] |
| 2020   |            | Мајкл Хотон       | Уједињено Краљевство                 | „за откриће вируса хепатитиса Ц” | [ 114 ] |
| 2021   |            | Дејвид Џулијус    | Сједињене Америчке Државе            | „за откриће рецептора за температуру и додир”                                                                                          | [ 115 ] |
| 2021   |            | Ардем Патапутијан | Сједињене Америчке Државе Либан      | „за откриће рецептора за температуру и додир”                                                                                          | [ 115 ] |
| 2022   |            | Сванте Пебо       | Шведска                              | „за своја открића у вези са геномима изумрлих хоминина и еволуцијом човека”                                                            | [ 116 ] |
| 2023   |            | Каталин Карико    | Мађарска · Сједињене Америчке Државе | „за њихова открића у вези са модификацијама нуклеозидних база које су омогућиле развој ефикасних иРНК вакцина против болести Ковид 19” | [ 117 ] |
| 2023   |            | Дру Вајсман       | Сједињене Америчке Државе            | „за њихова открића у вези са модификацијама нуклеозидних база које су омогућиле развој ефикасних иРНК вакцина против болести Ковид 19” | [ 117 ] |